# Salsa caruso
La salsa caruso es una salsa para acompañar pastas cuyos ingredientes básicos son crema de leche, jamón cocido, champiñones y extracto de carne. Algunas versiones pueden incluir cebolla. Fue creada en 1954 en un restaurante de Montevideo llamado «Mario y Alberto» por el chef italiano Raimondo Monti para acompañar los cappelletti.

## Orígenes
En 1915 llegó a Montevideo el famoso tenor napolitano Enrico Caruso. Su visita concitó una enorme expectativa y concentración de personas, motivando encendidos elogios en la prensa montevideana de la época. Caruso, admirado por figuras como Carlos Gardel, fue recibido en Uruguay por gobernantes e intelectuales de la época. Italiano y sibarita, Caruso degustó variados platos, preferentemente pastas, durante su permanencia en Montevideo.
Pero fue casi 40 años después, a mediados del año 1954, cuando en el restaurante «Mario y Alberto», ubicado en la esquina de las calles Constituyente y Tacuarembó, nació la salsa caruso. El piamontés Raimondo Monti, chef del restaurante, la elaboró con crema de leche, jamón cocido cortado, champiñones saltados en manteca y una cucharada de extracto de carne. Monti nombró a la salsa en honor a Caruso. Surgieron así los «capeletis a la Caruso», que el gran tenor italiano nunca llegó a probar.
Con el paso del tiempo se realizaron numerosos seminarios culinarios y la salsa caruso ganó renombre en la región y de ahí pasó al resto de los países sudamericanos y europeos, en menor proporción. En la actualidad se la considera patrimonio nacional uruguayo. Su uso, como bien se ha dicho, se halla muy arraigado al regionalismo más que al panorama internacional, por lo que es muy frecuente su uso en las cocinas de Uruguay y también en Argentina y Brasil, pero con menos énfasis.